# Air Hitam (Limapuluh)
Air Hitam is een bestuurslaag in het regentschap Batu Bara van de provincie Noord-Sumatra, Indonesië. Air Hitam telt 4157 inwoners (volkstelling 2010).